# Saint-Michel, Gers
Saint-Michel este o comună în departamentul Gers din sudul Franței. În 2009 avea o populație de 263 de locuitori.

## Evoluția populației
| An        | 1975 | 1982 | 1990 | 1999 | 2006 | 2009 |
| --------- | ---- | ---- | ---- | ---- | ---- | ---- |
| Populație | 353  | 316  | 276  | 241  | 260  | 263  |